# Luca Guadagnino
Luca Guadagnino (Palerm, Sicília, Itàlia, 10 d'agost de 1971) és un director, guionista i productor italià.

## Biografia

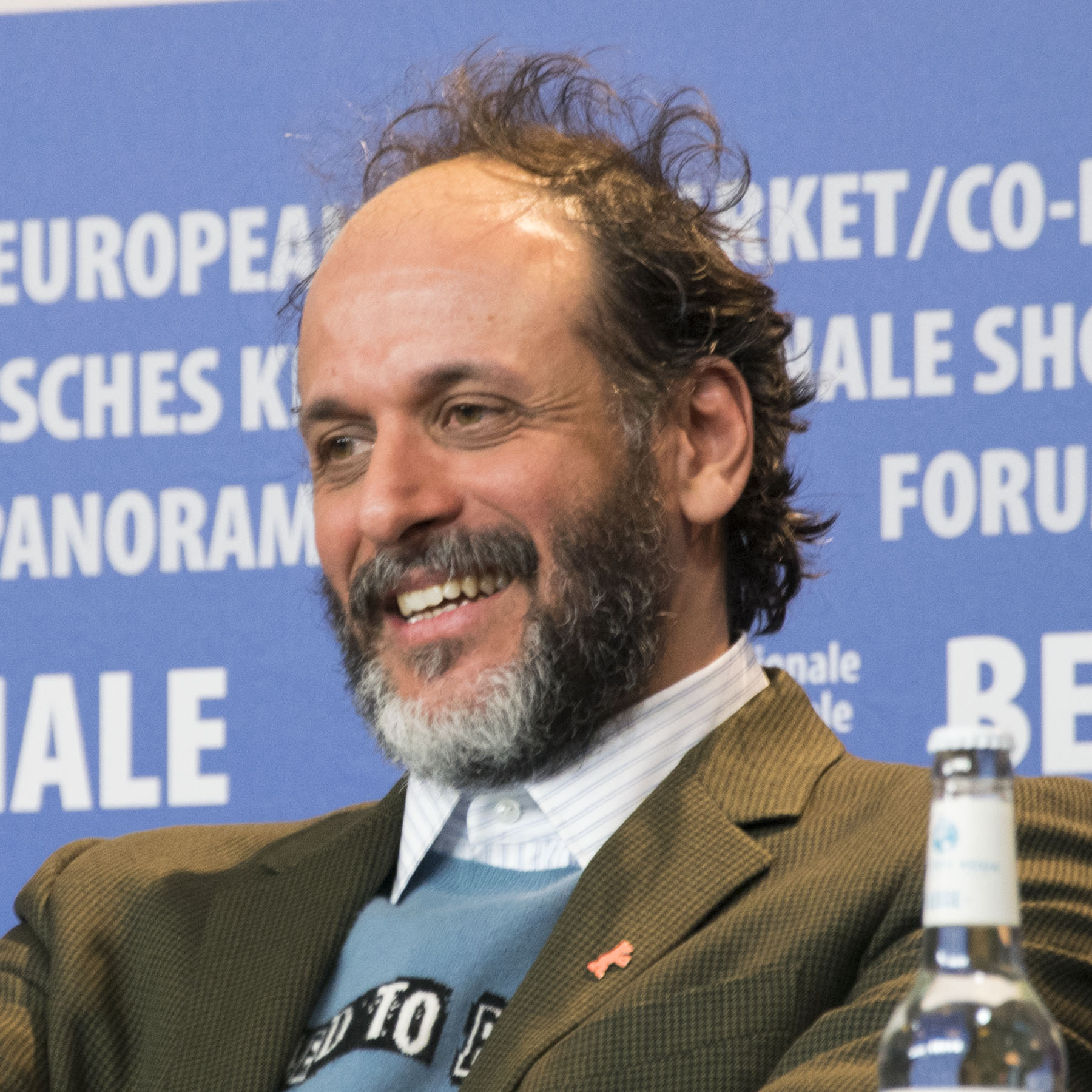
Luca Guadagnino a la conferència de premsa de Call Me by Your Name a la Berlinale 2017

Luca Guadagnino va néixer a Palerm, de pare sicilià i mare algeriana.
És llicenciat en lletres a la Universitat de Roma La Sapienza.
A partir de 1996, realitza documentals i comença en la direcció de llargmetratges amb el film The Protagonists (1999), presentat al públic en el Festival Internacional de Cinema de Venècia.
Entre les seves realitzacions, el documental Bertolucci es Bertolucci (2013) va ser presentat, entre d'altres llocs, a la Cinémathèque Française.
L'any 2010, és membre del jurat de la Mostra de Venècia, presidit per Quentin Tarantino.
L'any 2015, en la presentació del film franco-italià A Bigger Splash, remake de La piscina, que posa en escena actors com Tilda Swinton, Ralph Fiennes, Dakota Johnson, Matthias Schoenaerts i Corrado Guzzanti, anuncia que realitzarà el remake de Suspiria de Dario Argento (1977).
En el transcurs de l'estiu de 2016, roda el film Call Me by Your Name, inspirat en la novel·la d'André Aciman.

## Filmografia

### Com a director

#### Llargmetratges
- 1999: The Protagonists
- 2001: Sconvolto così
- 2003: Mundo civilizado (documental)
- 2004: Cuoco contadino (documental)
- 2005: Melissa P.
- 2009: Amore
- 2015: A Bigger Splash
- 2017: Call Me by Your Name
- 2018: Suspiria
- 2022: Bones and All
- 2024: Challengers

#### Curts
- 1997: Qui
- 2000: L'uomo risacca
- 2001: Au revoir
- 2002: Tilda Swinton: The Love Factory (documental)
- 2004: Arto Lindsay Perdoa a Beleza, documental)
- 2007: Part dos
- 2010: Chronology
- 2011: Inconscio italiano (documental)
- 2012: Destinée
- 2012: Here
- 2012: One Plus One
- 2013: Walking Stories

### Com a guionista

#### Llargmetratges
- 1999: The Protagonists
- 2004: Cuoco contadino (documental)
- 2005: Melissa P.
- 2009: Amore

#### Curts
- 2001: Au revoir
- 2010: Chronology
- 2012: Here